# Shu-qiang Li
 (août 2024).
Si vous disposez d'ouvrages ou d'articles de référence ou si vous connaissez des sites web de qualité traitant du thème abordé ici, merci de compléter l'article en donnant les références utiles à sa vérifiabilité et en les liant à la section « Notes et références ».
Shu-qiang Li, en chinois 李枢强, est un arachnologiste chinois.
Il est professeur à l'Institut de Zoologie de l'Académie chinoise des sciences.

## Quelques taxons décrits
- Bifurcia Saaristo, Tu & Li, 2006
- Capsulia Saaristo, Tu & Li, 2006
- Denisiphantes Tu, Li & Rollard, 2005
- Diplocephalus parentalis Song & Li, 2010
- Flexicrurum Tong & Li, 2007
- Gongylidiellum linguiformis Tu & Li, 2004
- Lehtinenia Tong & Li, 2008
- Patu bispina Lin, Pham & Li, 2009
- Pimoa clavata Xu & Li, 2007
- Pimoa lata Xu & Li, 2009
- Pimoa reniformis Xu & Li, 2007
- Pimoa trifurcata Xu & Li, 2007
- Putaoa megacantha (Xu & Li, 2007)
- Rhyssoleptoneta Tong & Li, 2007
- Rhyssoleptoneta latitarsa Tong & Li, 2007
- Sinopimoidae Li & Wunderlich, 2008
- Sinopimoa Li & Wunderlich, 2008
- Sinopimoa bicolor Li & Wunderlich, 2008
- Telema bella Tong & Li, 2008
- Telema breviseta Tong & Li, 2008
- Telema circularis Tong & Li, 2008
- Telema claviformis Tong & Li, 2008
- Telema dengi Tong & Li, 2008
- Telema grandidens Tong & Li, 2008
- Telema oculata Tong & Li, 2008
- Telema spina Tong & Li, 2008
- Trilacuna Tong & Li, 2007
- Weintrauboa plana Xu & Li, 2009
- Weintrauboa pollex Xu & Li, 2009

## Publications majeures
- Peng X.-J., Li S.-Q. & Rollard C. (2003), A review of the Chinese jumping spiders studied by Dr E. Schenkel (Araneae : Salticidae). Rev. Suisse zool. 110 (1) : 91-109 ;

Li est l’abréviation habituelle de Shu-qiang Li en zoologie.

Consulter la liste des abréviations d'auteur en zoologie ou la liste des taxons zoologiques assignés à cet auteur par ZooBank